# Toleranciadíj (Autonómia Alapítvány)
A Toleranciadíjat az Autonómia Alapítvány hozta létre. A díjazottak munkáit minden évben azon alkotások közül választják ki, melyek a személyes és közösségi szolidaritás tényét vagy hiányát mutatják be.

## 1992
Nyomtatott sajtó
- I. Lévai Júlia
- II. Dömölki Lajos

Rádió
- I. Magyarországról jövök c. sorozat készítői

Mozgókép
- I. Rick Nóra
- II. Köpler Tibor
- II. Vajda Péter

## 1993
Nyomtatott sajtó
- I. Csalog Zsolt, író[3]
- II. Antal Anikó
- III. Kerényi György

Rádió
- I. Kovalik Márta és Hegyi Imre, karnagy, újságíró, riporter
- II. Lengyel Anna és Rados Péter
- III. Varga Ilona

Mozgókép
- I. Vészi János
- II. Ferenczi Gábor és Sós Ágnes
- III. MTV Opál produceri iroda

## 1994
Nyomtatott sajtó
- I. Kárpáthy Gyula
- II. Kerényi György
- III. Bencze Imre
- Különdíj Preiger Zsolt

Rádió
- I. Vizy András
- II. Gáspár Sarolta

Mozgókép
- I. Salamon András és Zelki János
- II. Kerényi György és Czabán György
- III. Ádám János

## 1995
Nyomtatott sajtó
- I. Sándor Erzsi
- II. Bartus László
- III. Matzkó Emma

Rádió
- I. Kerényi Mária, Szegő Tamás és Sombor Judit
- II. Kovalik Márta és Hegyi Imre

Mozgókép
- I. Doszpod Béla
- II. Bódis Kriszta író, dokumentumfilmes, pszichológus és Gózon Francisco
- III. Gábor Péter
- Különdíj Moldoványi Ferenc
- Rácz Zsuzsa, író, újságíró[forrás?]

## 1996
Az 1996-os zsűri tagjai Bíró András, Donáth László, Fodor Gábor, Jancsó Miklós, és Orsós Jakab László voltak, akik ebben az évben a személyes és közösségi szolidaritás tényét vagy hiányát ábrázoló műveket díjazták.
Az írott sajtó díjazottjai
- Első díj: Csalog Zsolt író (a Csendet akarok és az Én győzni akarok című cikkekért, Kritika) és Parázs Johanna (a Föld felett, föld alatt című cikkért, Magyar Nemzet)
- Második díj: Dobszay János (a Heti Világgazdaságban megjelent cikkekért)
- Harmadik díj: Kurucz Anita újságíró és Bedegi Győző újságíró, író (a Nógrádi Krónikában megjelent cikkekért)
- Különdíjat kapott Kis János tv-riporter, szerkesztő (a Szivárvány-teszt című cikkéért, Beszélő)

Rádióműsorok díjazottjai
- Első díj: Borenich Péter (Rómeó és Rómeó című műsoráért, Kossuth Rádió)
- Második díj: Kovács Erika (Közös a világunk – a fogyatékos emberek jogsérelmei című műsoráért, Petőfi Rádió)
- Harmadik díj: Pálfi Balázs (az Önazonos és Jó vékonyra a parizert című műsoráért, Petőfi Rádió)

A filmes kategória díjazottjai
- Első díj: Rick Nóra, Hatiasvili Nodar és Mertz Lóránd (Ikrek című filmjéért)
- Második díj: Hevér Zoltán (Furugy című filmjéért)
- Harmadik díj: Salamon András és Zelki János (Huttyán című filmjükért)
- Különdíj: Horvát János tv-riporter, szerkesztő (az Ön dönt című műsoráért)

Különdíjat kapott Hegyi Imre, karnagy, újságíró, riporter[forrás?]

## 1997
Nyomtatott sajtó
- I. Iványi Gábor
- II. Roma Sajtóközpont
- III. Tóth Gábor Attila a Fundamentum című emberi jogi folyóirat alapító szerkesztője[5]
- Különdíj Seres László

Rádió
- I. Borenich Péter
- II. Fiala János és Kis Bea
- III. Veszprémi Erzsébet, újságíró[6]
- Különdíj Magyar Rádió - Más-sáv (a Ránki Júlia által vezetett csoport, amely létrehozta a szubkultúrákról szóló műsort[7])

Mozgókép
- I. Matula Mariann (R-Vision) Bangó Szabina, valamint a Fekete Doboz Alapítvány A revizor, ahogyan a budapesti hajléktalanok előadják Jeles András be tanításában című alkotása
- II. Megosztott díjban részesült Fischer Gábor Jó barátok és Dukai Andrea Füst a fény felé című filmjükért
- III. Bódis Kriszta Egymás mellett című filmje
- A zsűri különdíjban részesítette Friderikusz Sándort dokumentumfilmjeiért és Kepes Andrást Apropó című sorozatáért.

## 1998
Nyomtatott sajtó
- I. Mihancsik Zsófia (Régens, gáláns, elefáns- beszélgetés Nádasdy Ádámmal Beszélő, 1998. június)
- II. Balogh Attila (Cigányfúróban megjelent Humorom című rovatért
- III. Scipiades Erzsébet (többek között: Hajléktalan vagy? Pusztulj!; Mit irigyeljünk a díjhátralékosokon?; Prostituált leszel úgyis; Elmeszáműzöttek a Magyar Hírlapban megjelent írásaiért)
- Különdíj MaNcs (Magyar Narancs) szerkesztősége

Rádió
- I. Hegyi Imre karnagy, újságíró, riporter, Kovalik Márta (a Kreol Mise című műsorért Húszas Stúdió MR - Kossuth rádió, 1998. július 5.)
- II. Moskovics Judit, Maronics Annamária (a Zámoly című műsorért MR - Kossuth rádió, 1998. november 7.)
- III. Ránki Júlia, Sándor Erzsi (a Csiga Háza I-II. Más-sáv című műsorért MR - Petőfi rádió, 1998. január 21.)
- Különdíj Tilos Rádió[9] szerkesztősége

Televízió
- I. Varga Ágota (a Zsuzsa – a súri apáca című filmért, Háló, MTV 1, 1998. augusztus, operatőr: Markert Károly, producer: Vitézy László, MTV Információs Főszerkesztőség)
- II. Bayer Ilona (Carmina Burana, Civil Kurázsi, MTV 1, 1998. július 22., operatőr: Kálmán János, gyártásvezető: Popik Gyula, MTV Közművelődési Stúdió)
- III. Kriskó László filmrendező, vágó,[10] Matula Mariann  (Orsós Anti története, Emberkék című filmért, MTV 1, operatőr: Rácz Albert, gyártásvezető: Kovács Edina, R-Vision Videóstúdió)

## 1999
- Ránki Júlia, szerkesztő-riporter-műsorvezető, újságíró[7]

Nyomtatott sajtó
- I. Révész Sándor (Szabályozott iszonyok, Élet és Irodalom, 1999. január 22.)
- II. Vajda Éva újságíró,[12] Varró Szilvia újságíró[13] (Hadházi haddelhadd Élet és Irodalom, 1999. április 30.)
- III. Kadét Ernő, Zsiga Alfonz, Miklósi Gábor (Zártkörű rendezvény Népszabadság, 1999. november 10.)
- Egyforintos díj Kenedi János író, kritikus[14]

Rádió
- I. Balla Ferenc (Krajcár Jocó jövendője MR – Petőfi rádió, 1998. december 25.)
- II. Kovács Erika (Elfogadni vagy elutasítani a másságot? MR – Petőfi rádió, 1999. április 13.)
- III. Borenich Péter, Kovalik Márta és Kovalik András (Munkát, kenyeret! MR – Kossuth rádió, 1999. július 17.)
- Egyforintos díj Sándor Erzsi

Mozgókép
- I. Hégető Honorka (tudósításai a Hír3 című műsorban TV3)
- II. Hell István, Vincze Zoltán (Együtt? MTV 1, 1999. március 4.)
- III. Magyar Attila, Daróczi Ágnes (Lungo drom phirdam MTV 1, 1998. december 1.)
- Egyforintos díj A Dunánál című műsor (RTL Klub)

## 2000
A díjakat Esterházy Péter adta át. Zsűri: Bíró András, Donáth László, Fodor Gábor, Jancsó Miklós, Ludassy Mária, Orsós László Jakab.
Nyomtatott sajtó
- 1. díj Scipiades Erzsébet
- 2. díj Puporka Lajos és Hell István
- 3. díj Horváth Miklós
- Különdíj Népszava publicisztika rovat

Rádió
- 1. díj Pálfi Balázs
- Különdíj Hegyi Imre karnagy, újságíró, riporter és Kovalik Márta

Mozgókép
- 1. díj Varga Ágota
- 2. díj Bódis Kriszta, író, dokumentumfilmes, pszichológus
- Különdíj Fehéri Tamás, filmrendező, operatőr, egyetemi tanár

## 2001
2001-ben kategóriánként – írott, rádiós és filmes sajtó – egy-egy ötszázezer forintos díjat osztottak ki. Az úgynevezett egyforintos különdíjat szerkesztőségek kapták.
Nyomtatott sajtó
- I. Varró Szilvia (Magyar  Narancs)
- Egyforintos különdíj: Beszélő (Zádori Zsolt Roma dosszié c. sorozata)

Rádió
- I. Ráday Eszter (Magyar Rádió)
- Egyforintos különdíj: Inforádió kisebbségi és emberjogi műsorainak szerkesztőségét

Mozgókép
- I. Szádvári Lídia (Magyar Televízió)
- Egyforintos különdíj: Akták (RTL Klub) és Théma című műsor (MTV)

## 2002
Az alapítvány kuratóriuma 2002-ben Bíró András kérésére a Toleranciadíj megrendezését átadta a Másság Alapítványnak.
Írott sajtó
- Virág Tamás (a Magyar Narancsban megjelent írásai kapcsán
- szerkesztőségek közül az Élet és Irodalom, és a Mérleg folyóirat kapta

Rádiós
- Orosz József, Klubrádió,[16] műsorvezető, szerkesztő[17][7]

Mozgókép
- Jobb a Fradi, Szirmai Norbert (és Révész János[16]) riportfilmje[18][19]

-
- Glatz Ferenc, akadémikus[20][7]

## 2003
A díjátadóra Budapesten, a Magyar Újságírók Országos Szövetségének székházában került sor. Magánbűnök, közerkölcsök címmel hirdették meg a nyílt újságírói pályázatot az előítéletek feloldásáért.
Írott sajtó
- Kertész Péter (a Népszava Szép Szó mellékletében tavasszal megjelent Sorstalanság - "Ne adjanak könyvet annak, aki nem akarja" című publikációjáért)[21]

Rádió
- nem osztottak[21]

Mozgókép
- Ferenczi Gábor (Magyar buletin című, Erdélyben forgatott alkotása)[21]

Egyforintos különdíj
- Fiala János, a Budapest Rádió Keljfeljancsi című műsorának vezetője
- az m1 Provokátor[19] című műsorának gárdája
- a tv2 Napló című magazinjának a kisebbségek helyzetével foglalkozó csapata
- a Roma Sajtóközpont munkatársai
- Vásárhelyi Mária, az Élet és Irodalomban megjelent publikációiért

-
- Muhi András, producer[forrás?]